# Índia nos Jogos Olímpicos de Verão de 2016
Índia esteve representada nos Jogos Olímpicos de Verão de 2016 por um total de 112 desportistas, 61 homens e 51 mulheres, que competiram em 15 desportos.
O portador da bandeira na cerimónia de abertura foi o atirador Abhinav Bindra.

## Medalhistas
A equipa olímpica índio obteve as seguintes medalhas:
| Nome           | Desporto   | Competição   |
| -------------- | ---------- | ------------ |
| Ouro           |            |              |
| —              |            |              |
| Prata          |            |              |
| Pusarla Sindhu | Badminton  | Individual F |
| Bronze         |            |              |
| Sakshi Malik   | Luta livre | 58 kg F      |